# Capitalisation de préjudices futurs
La capitalisation des préjudices futurs de victimes de dommage corporel permet d'allouer des dommages-intérêts par un seul versement immédiat. 
En droit français de la responsabilité civile, la victime d'un dommage corporel (par exemple, consécutif à un accident médical ou un accident de la route) peut demander l'indemnisation des préjudices futurs tantôt sous la forme d'une rente, tantôt sous la forme d'un capital mais le choix définitif du mode de versement relève du pouvoir souverain des juges du fond.
Dans le cas où un capital serait alloué, la justice française a recours à un barème de capitalisation qui comporte des prix de rente (coefficients de multiplication) calculés à partir d'un taux de capitalisation et une table de mortalité.

## Historique
Le barème de capitalisation annexé au décret no 86-973 du 8 août 1986 basé sur les tables de mortalité INSEE 1960-1964 et un taux de 6,50 % était le premier barème d'origine règlementaire reconnu par le droit positif car visé par l'article 44 de la loi no 85-677 du 5 juillet 1985 relative à l'amélioration de la situation des victimes d'accidents de la circulation.

## Barèmes de capitalisation plus récents
En raison d'une table de mortalité et un taux de capitalisation devenus obsolètes, le rapport publié en 2003 sur l'indemnisation du dommage corporel a constaté que le barème annexé au décret du 8 août 1986 était devenu défavorable aux victimes et a recommandé de le mettre à jour.
Pour cette raison, en 2004, la Gazette du Palais a publié une mise à jour du barème de capitalisation annexé au décret du 8 août 1986 avec les tables de mortalité INSEE 2001-2003 et un taux de 3,20%. Par la suite, la Gazette du Palais a publié en 2011 un nouveau barème avec des tables INSEE 2006-2008 et un taux de 2,35%.
Enfin, en 2013, 2016 et 2018, la Gazette du Palais a modernisé son barème par la prise en compte de l'inflation d'où des taux de capitalisation respectivement de 1,20 %, 1,04 % et 0,5%,.
D'autres barèmes de capitalisation ont été publiés notamment par l'Association française de l'assurance par exemple celui de 2015 qui utilise les tables de mortalité INSEE 2006-2008 avec un taux de 1,29%.

## Construction des barèmes de capitalisation utilisé par la justice française
Le barème de capitalisation utilisé par la justice française nécessite l'utilisation des tables de mortalité et un taux de capitalisation. Le plus souvent, conformément à la pratique judiciaire, la méthode de capitalisation à terme échu est employé ce qui indique que chaque versement de la rente intervient à la fin de l'année. Dans ces conditions, le prix de rente (coefficient de multiplication à appliquer au montant annuel à capitaliser) est calculé à partir d'un taux de capitalisation {\displaystyle i} (le plus souvent en France un taux sans risque à 10 ans comme le TEC 10) pour un versement ayant lieu dans {\displaystyle k} années de la manière suivante : {\displaystyle \textstyle \sum _{k=1}^{n}v^{k}*{}_{k}p_{x}} où {\displaystyle v^{k}=(1/1+i)^{k}} est le facteur d'actualisation financière et {\displaystyle {}_{k}p_{x}=1-{}_{k}q_{x}} est la probabilité de survie avec {\displaystyle {}_{k}q_{x}=(l_{x}-l_{x+k})/l_{x}} ({\displaystyle l_{x}} est le nombre de survivants de la cohorte à l'âge x).
Quand l'érosion monétaire est prise en compte, le taux de capitalisation {\displaystyle i} est un taux réel donc un taux net d'inflation,.    

## Introduction dans le droit positif de la prise en compte de l'inflation dans le taux
En 2012, la doctrine a soulevé la nécessité de prendre en compte l'inflation dans le taux afin de conserver le pouvoir d'achat du capital alloué selon la pratique actuarielle moderne. Ceci a conduit à la publication par la Gazette du Palais du barème de capitalisation millésime 2013. Cette prise en compte de l'inflation dans le taux de capitalisation a été rapidement adoptée par les juges du fond.
Saisi de pourvois concernant l'utilisation du barème de capitalisation 2013 de la Gazette du Palais, la Cour de cassation a décidé que le choix du barème relève de l'exercice du pouvoir souverain des juges du fond. Une partie de la doctrine a néanmoins regretté que la Cour de cassation n'a pas pris position directement sur la prise en compte de l'inflation.
Néanmoins, d'autres arrêts de la Haute juridiction ont été rendus dans le même sens,.

## Avenir des barèmes de capitalisation en droit français
Alors que les frais de gestion des obligations d'État à la charge de la victime d'un dommage corporel peuvent être indemnisés au cas par cas, la fiscalité des intérêts produits par de tels placements peut être prise en compte dans le taux de capitalisation. En effet, la jurisprudence de la Cour de cassation qui décide que l'indemnisation est calculée sans tenir compte des incidences fiscales ne concerne pas les intérêts produits par le placement de celle-ci postérieurement à la décision de justice.
D'autre part, à l'instar des deux indices d'indexation retenus pour des rentes servies hors accident de la circulation, il serait opportun d'utiliser deux barèmes de capitalisation dont un pour des préjudices liés à l'inflation et un autre pour ceux liés au Smic.